# Fresnedillas de la Oliva
Fresnedillas de la Oliva est une commune de la communauté de Madrid, en Espagne.